# Erken Kischer
Erken Kischer (armenisch: Էրկեն Կիշեր) ist ein armenischer Spielfilm von Edgar Baghdassarjan aus dem Jahr 2018. Das Filmdrama erzählt drei Geschichten aus verschiedenen Zeitepochen, die durch einen mysteriösen Stein verbunden sind. Der Film wurde als armenischer Beitrag für den besten internationalen Film für die Oscarverleihung 2020 ausgewählt, wurde aber letztendlich nicht nominiert.

## Handlung
Der Film erzählt in drei Handlungssträngen Geschichten aus drei verschiedenen Epochen, die nur durch einen Stein verbunden sind. Die erste Geschichte spielt im 21. Jahrhundert, die zweite Geschichte während des Armenischen Völkermordes und die dritte Geschichte spielt im 11. Jahrhundert. Die Schauplätze sind immer Armenien und die Titel der einzelnen Geschichten sind durch Längenangaben ergänzt.

### Teil 1 – Wandering (25 km 600 m)
In der ersten Geschichte verlässt ein prominentes und wohlhabendes Paar in ihren 40ern eine Party in Jerewan und ist mit dem Auto auf dem Weg nach Hause. Die Ehe kriselt schon länger und es kommt während der Fahrt zu einem Streit, bei dem sich die beiden Ehepartner gegenseitig Vorwürfe machen und beschimpfen. Nach einiger Zeit hat der Mann genug und will seine Frau aus dem Auto schmeißen. Da diese sich weigert, fährt er zum nächsten Straßenstrich und bittet eine der Prostituierten für eine hohe Entlohnung ins Auto zu steigen und mitzufahren. Dies verärgert die Ehefrau noch mehr und es entwickelt sich ein Streit zwischen ihr und der Prostituierten. Der Mann genießt diese Situation und gibt der Prostituierten noch mehr Geld sowie seine Visitenkarte für später. In einer abgelegeneren Ecke bringen zwei Autos, die abrupt stehen bleiben, den Wagen mit den Hauptfiguren zum Stehen und zwei kräftige Männer steigen aus. Der Ehemann steigt ebenfalls aus, um mit ihnen zu reden, wird aber direkt angegriffen und totgeschlagen. Während seine Ehefrau seelenruhig im Auto sitzen bleibt und sich eine Zigarette anzündet, stürzt die Prostituierte aus dem Auto, um dem Mann zu Hilfe zu eilen. In der letzten Einstellung sieht man neben dem toten Mann einen mysteriösen Stein liegen.

### Teil 2 – Escape (14 km 350 m)
Der mysteriöse Stein ist in der zweiten Episode in Besitz von Hadji Agha, einem wohlhabenden Verkäufer im Jahr 1915. Da die Türken vor den Toren der Stadt stehen ist Hadji Agha und seine Familie gezwungen, die Gegend so schnell wie möglich zu verlassen. Während die Familie packt, versucht einer der Söhne, eine Kutsche aufzutreiben. Trotz des Reichtums der Familie gelingt es ihm nicht, eine eigene Kutsche zu organisieren. Sie sind somit auf den örtlichen Metzger angewiesen, der noch ein paar Plätze in seiner Kutsche hat. Dies hat zur Folge, dass Hadji Agha seine Schwester zurücklassen muss, da kein Platz mehr für sie da ist. Er verspricht ihr aber, am nächsten oder übernächsten Tag zurückzukehren und sie zu holen. Auf dem Weg aus der Stadt entdecken die Fliehenden bei einer Pinkelpause ein Massengrab und finden dort ein schreiendes Baby, dessen sie sich annehmen. Ein Stückchen weiter wird die Kutsche von einem Reiter überholt, der berichtet, dass die Türken Hadji Aghas Haus niedergebrannt und seine Schwester ermordet haben. Hadji Agha entscheidet sich daraufhin, nach Hause zurückzukehren und seine Familie setzt die Flucht allein fort. Begleitet von einem wilden Wolf läuft er in Richtung Stadt zurück, um das Versprechen, das er seine Schwester gegeben hat, einzuhalten. Auf dem Weg trifft er eine Gruppe türkischer Soldaten, die aber davon absehen ihn zu töten und ihn passieren lassen. In der letzten Szene der Episode hebt der Offizier die Kette mit dem mysteriösen Stein auf, der Hadji Agha zuvor aus der Tasche gefallen war.

### Teil 3 – Path (7 km 25 m)
Der letzte Teil des Films spielt im 11. Jahrhundert. Der Bauer Hovsep lebt mit seiner Familie in einer Hütte im Wald und sein Sohn liegt im Sterben. Daraufhin möchte der Vater ihn zu einem heiligen Einsiedler in den Bergen bringen. Mit seinem Pferd und seinem halbtoten Sohn wandert er durch die mit Tiefschnee bedeckte Waldlandschaft. Nachdem sein Pferd im Schnee stecken bleibt und ein Rudel Wölfe in der Nähe lauert, beschließt Hvosep, sein Pferd zu opfern und sich allein mit seinem Sohn auf die weitere Reise zu machen. Er schleppt seinen Sohn mit Mühe und Not in die Höhle des Einsiedlers, der auch im Sterben liegt. Dennoch kann er dem Sohn helfen und haucht ihm wieder ein bisschen Leben ein. Hvosep entdeckt in der Höhle den mysteriösen Stein aus den ersten beiden Geschichten und nimmt ihn an sich.

## Auszeichnungen
Erken Kischer konnte bei den von der Nationalen Armenischen Filmakademie verliehenen Anahit-Auszeichnungen im Jahr 2019 neben dem Hauptpreis für den besten Film in fünf weiteren Kategorien gewinnen. Für die Oscarverleihung 2020 wurde der Film als armenischer Beitrag eingereicht, schaffte es aber nicht unter die Nominierungen.